# XII Legislatura de la Diputación Provincial de Almería
La XII legislatura de la Diputación Provincial de Almería corresponde al período comprendido entre las Elecciones municipales de España de 2023 y las Elecciones municipales de España de 2027
La Diputación Provincial de Almería cuenta con un total de 27 diputados, asignándose tal número por tener una población entre 500.000 y 1.000.000 de habitantes.

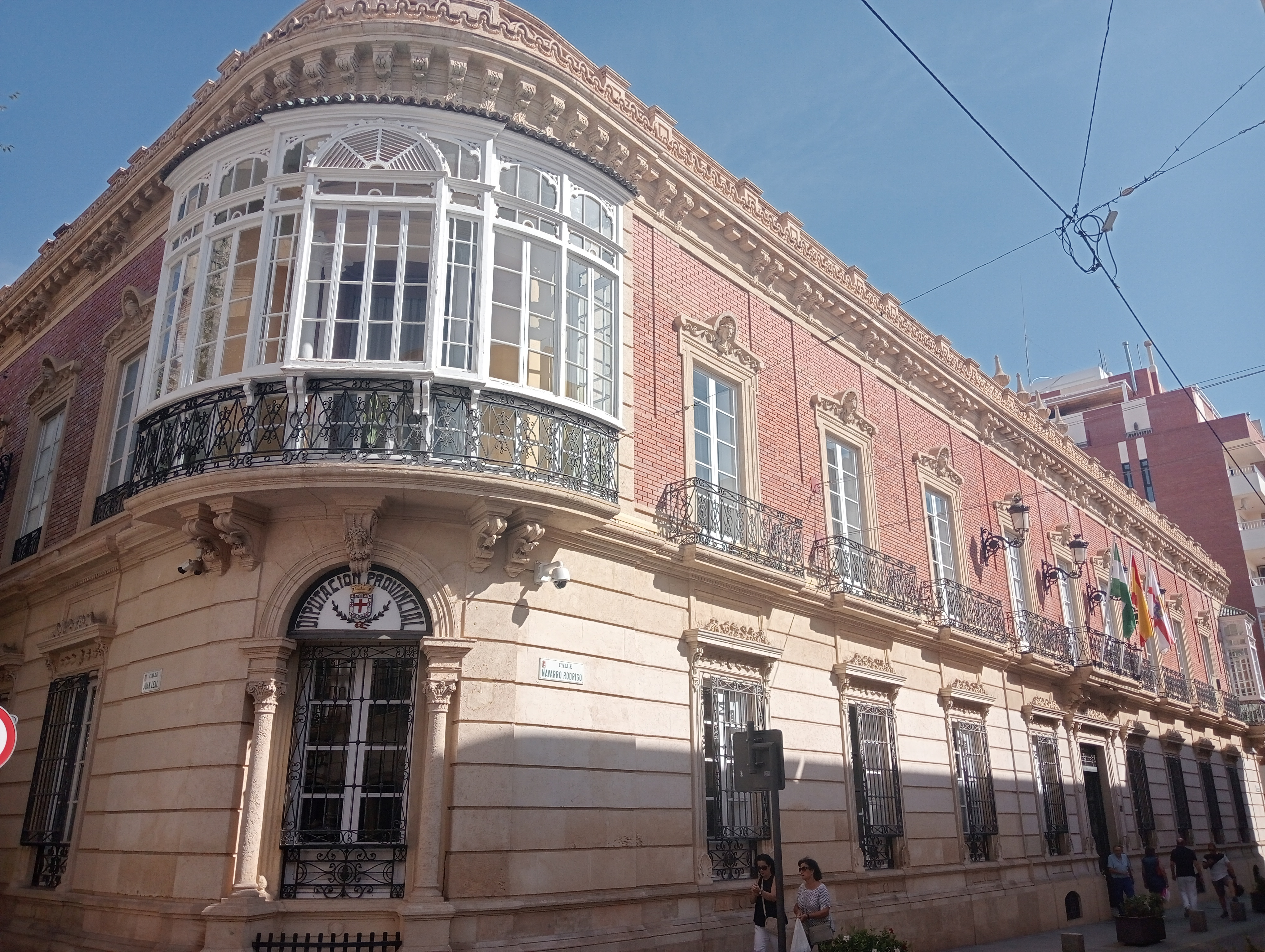
Edificio de la Diputación Provincial de Almería

Tras la celebración de las Elecciones municipales de 2023 en la provincia de Almería, el Pleno de la Diputación queda constituido por 16 diputados del Partido Popular, que ostenta una mayoría absoluta, 8 del Partido Socialista Obrero Español, y 3 de Vox.

## Composición del Pleno

Distribución de escaños de la Diputación de Almería

El Pleno de la Diputación se distribuye de la siguiente forma:
| N.º | Nombre                         | Lista | Lista | Cargo                                                                                               |
| --- | ------------------------------ | ----- | ----- | --------------------------------------------------------------------------------------------------- |
| 1   | Javier Aureliano García Molina |       | PP    | Presidente                                                                                          |
| 2   | Ángel Escobar Céspedes         |       | PP    | Vicepresidente 1º-Diputado Delegado del Área Bienestar Social, Igualdad y Familia                   |
| 3   | Fernando Giménez Giménez       |       | PP    | Vicepresidente 2º · Diputado Delegado Área Presidencia, Reto Demográfico, Patrimonio Hco. y Turismo |
| 4   | Almudena Morales Asensio       |       | PP    | Diputada Delegada de Cultura, Cine e Identidad Almeriense                                           |
| 5   | Eugenio Jesús Gonzálvez García |       | PP    | Vicepresidente 4º. Diputado Delegado de Asistencia a Municipios                                     |
| 6   | José Antonio García Alcaina    |       | PP    | Vicepresidente 5º. Diputado Delegado de Deportes, Vida Saludable y Juventud                         |
| 7   | Antonio Jesús Rodríguez Segura |       | PP    | Diputado Delegado de Fomento, Infraestructuras, Vertebración del Territorio y Agua                  |
| 8   | Álvaro Izquierdo Álvarez       |       | PP    | Diputado Delegado de Economía                                                                       |
| 9   | María del Mar López Asensio    |       | PP    | Diputada Delegada de Recursos Humanos                                                               |
| 10  | Carlos Sánchez López           |       | PP    | Diputado Delegado de Promoción Agroalimentaria, Comercio y Consumo                                  |
| 11  | Esther Mercedes Álvarez Cappa  |       | PP    | Diputada Delegada Especial de Iniciativas Europeas y Emprendimiento                                 |
| 12  | José Juan Martínez Pérez       |       | PP    | Diputado Delegado Especial de Área de Sostenibilidad, Medio Natural y Captación de Fondos Europeos  |
| 13  | Ana Lourdes Ramírez Ridao      |       | PP    | Diputada Delegada Especial de Vivienda, Consorcios y Edificios Provinciales                         |
| 14  | Manuel Cortés Pérez            |       | PP    | Diputado Delegado Especial de Digitalización y Transparencia                                        |
| 15  | Matilde Díaz Díaz              |       | PP    | Diputada Delegada Especial de Empleo Agrario                                                        |
| 16  | María Luisa Cruz Escudero      |       | PP    | Diputada Delegada Especial de Igualdad y Familia                                                    |
| 17  | Juan Manuel Ruiz del Real      |       | PSOE  | Diputado                                                                                            |
| 18  | María Dolores Cruz Fernández   |       | PSOE  | Diputada                                                                                            |
| 19  | Antonio Gutiérrez Romero       |       | PSOE  | Diputado                                                                                            |
| 20  | María Teresa Piqueras Valarino |       | PSOE  | Diputada                                                                                            |
| 21  | Esperanza Pérez Felices        |       | PSOE  | Diputada                                                                                            |
| 22  | Noemí Cruz Martínez            |       | PSOE  | Diputada                                                                                            |
| 23  | Vanesa Lidueña Montoya         |       | PSOE  | Diputada                                                                                            |
| 24  | María López Cervantes          |       | PSOE  | Diputada                                                                                            |
| 25  | Montserrat Cervantes Llort     |       | Vox   | Diputada                                                                                            |
| 26  | Edmundo Pascual Goncer López   |       | Vox   | Diputado                                                                                            |
| 27  | Pedro Manuel Agüera Pedrosa    |       | Vox   | Diputado                                                                                            |

## Investidura de la Presidencia de la Diputación
La Constitución de la nueva corporación de la Diputación de Almería hubo de ser pospuesta hasta el 18 de julio, a la espera de las resoluciones judiciales con los casos de compra de votos de Carboneras y Mojácar. Javier Aureliano García volvió a ser investido presidente de la Diputación de Almería por tercera legislatura consecutiva.
| Candidatos a la Presidencia    | Votos |
| ------------------------------ | ----- |
| Javier Aureliano García Molina | 16/27 |
| Juan Manuel Ruiz               | 8/27  |
| Montserrat Cervantes           | 3/27  |